# Amores y amores…
Az Amores y amores… (spanyol, jelentése: ’Szerelmek és szerelmek…’) Lucía Pérez spanyol énekesnő első stúdióalbuma, amely 2003 márciusában jelent meg Galiciában a Zouma Producciones kiadó gondozásában. Producerei, egyúttal a dalok szerzői Chema Purón és Félix Cebreiro.
A fiatal énekesnő pörgős latinpop-dalokat és érzelmesebb, lassabb balladákat egyaránt tartalmazó bemutatkozó albumán eredetileg kilenc spanyol és két galiciai nyelvű szám található, azonban 2004 karácsonyán újra kiadták két bónuszdallal: a spanyol nyelvű Queda mucha vida – melyet duóban énekel Chema Purónnal – az Asociación Española contra el Cáncer (Spanyol Rákellenes Szövetség) himnusza, a Torres de Compostela című gallego nyelvű dal pedig a Szent Jakab-útról szól. Az album aranylemez lett Galiciában.

## Dallista
| #   | Cím                                                                       | Szerző(k)                 | Hossz |
| --- | ------------------------------------------------------------------------- | ------------------------- | ----- |
| 1.  | Nada me falta, nada me sobra („Semmi sem hiányzik, semmi sem felesleges”) | Chema Purón               | 3:26  |
| 2.  | ¿Me quieres todavía? („Szeretsz még?”)                                    | Chema Purón               | 4:31  |
| 3.  | Si no soy yo („Ha nem én vagyok”)                                         | Chema Purón               | 3:37  |
| 4.  | Por el río voy („A folyón át járok”)                                      | Félix Cebreiro            | 3:12  |
| 5.  | Amores y amores („Szerelmek és szerelmek”)                                | Chema Purón               | 3:44  |
| 6.  | Espérame sentado („Ülve várj rám”)                                        | Chema Purón               | 3:45  |
| 7.  | O avó e a serea („A nagypapa és a hableány”)                              | Félix Cebreiro            | 4:01  |
| 8.  | ¿Quién te crees que eres? („Mit képzelsz, ki vagy te?”)                   | Chema Purón               | 4:27  |
| 9.  | Si me deseas („Ha kívánsz engem”)                                         | Chema Purón               | 4:18  |
| 10. | Hambre de amor („Szereleméhség”)                                          | Félix Cebreiro            | 3:12  |
| 11. | Se eu non son („Ha nem én vagyok”)                                        | Chema Purón / Xurxo Souto | 3:37  |
| 12. | Torres de Compostela* („Compostela tornyai”)                              | Chema Purón / Xulio Cuba  | 3:49  |
| 13. | Queda mucha vida (dúo con Chema Purón)* („Hosszú még az élet”)            | Chema Purón               | 3:47  |

* Csak a második kiadáson.

## Zenészek, közreműködők
- Producerek: Chema Purón és Félix Cebreiro
- Vezető producerek: Encarnación Vizcaíno és Manuel Pérez
- Rendezés és programozás: Félix Cebreiro
- Basszus: Julio Real
- Gitárok: Chema Purón
- Akusztikus és elektromos zongora: Félix Cebreiro
- Trombita: J. M. Lojo Charly
- Szaxofonok: Santiago Dozo Santi
- Harsona: Emilio Solar Chiclé
- Háttérvokálok: Marta Santiso, Félix Cebreiro, Chema Purón és David Piñeiro

## Külső hivatkozások
- Lucía Pérez diszkográfiája
- Zouma Records
- Lucía Pérez: Nada me falta, nada me sobra. YouTube
- Lucía Pérez: Espérame sentado. YouTube